# Orekhovskaïa
L’Orekhovskaïa (en cyrillique : Ореховскэа) est une organisation criminelle russe moscovite apparue en 1988 et dirigée par Sergueï Timofeïev (ru) surnommé "Sylvester" (Sylvestre). Elle était constituée de jeunes de 18 à 25 ans spécialisés dans le racket des conducteurs de métro et de tramway. De par leurs méthodes violentes, ils se constituèrent une terrible réputation, notamment en contrôlant un grand nombre de restaurants. Timofeïev entra en conflit avec d'autres organisations notamment les mafias azéries et tchétchènes. Il remporta la plus grande partie des batailles. Après la chute du communisme, en 1991, il put développer des affaires légales durant l'arrêt provisoire de ces guerres des gangs en accordant sa "protection" à des entreprises contre de l'argent.
Le statut de Timofeïev prit rapidement une dimension internationale en se plaçant sous la protection de Gueorguii Lerner (étroitement lié au réseau israélien) et en se rapprochant d'Olga Jlobinskaïa, directrice de la banque de Moscou et par là même sa future femme. En 1994, il fut assassiné après qu'on eut déposé dans sa Mercedes 600 une charge d'explosifs. Il aurait été exécuté par l'un de ses concurrents, le fils de Vita Ivankov, dit "le Japonais". La famille Ivankov aurait par la suite confié les affaires de l'organisation Orekhovskaïa au chef de l'organisation Solntsevskaïa, Sergueï Mikhaïlov. Cependant, en 2011, un homme de 46 ans, Sergueï Butorin, est condamné à 20 ans de prison en Russie pour avoir commis 20 meurtres à la tête de ce gang, dont il aurait pris la direction après la mort de Timofeïev.

## Sources
- Arnaud Kalika, Russie, le Crime organisé, évolution et perspectives, Note MCC d'Alerte, Département de recherche sur les menaces criminelles contemporaines, Institut de criminologie de Paris-Université, Paris II, Panthéon-ASSAS, 5 octobre 2005.